# Ribeirão do Boi
Ribeirão do Boi är ett vattendrag i Brasilien.   Det ligger i delstaten Minas Gerais, i den sydöstra delen av landet, 700 km sydost om huvudstaden Brasília.
I omgivningarna runt Ribeirão do Boi växer i huvudsak städsegrön lövskog. Runt Ribeirão do Boi är det glesbefolkat, med 12 invånare per kvadratkilometer.